# Mount Krebs
Mount Krebs är ett berg i Antarktis. Det ligger i Västantarktis. Nya Zeeland gör anspråk på området. Toppen på Mount Krebs är 1 920 meter över havet.
Terrängen runt Mount Krebs är kuperad österut, men västerut är den bergig. Trakten är obefolkad. Det finns inga samhällen i närheten.